# Jule X

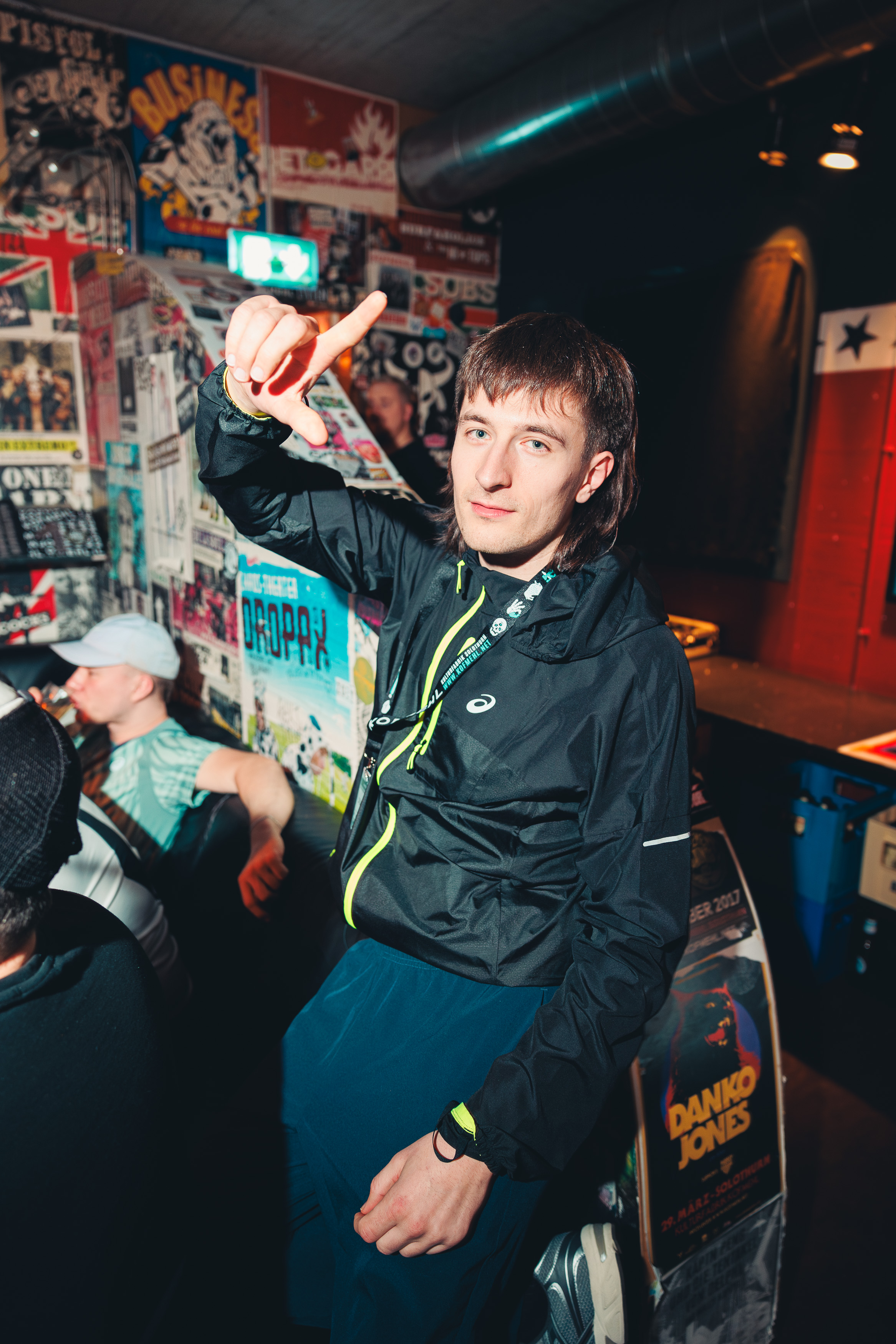

Jule X (bürgerlich Luc Julian Peyer) ist ein Schweizer Rapper aus Oberbottigen im Kanton Bern.

## Biografie
Jule X begann seine musikalische Laufbahn unter dem Künstlernamen Pseudonym Prada. Schweizweite Bekanntheit erlangte er 2021 mit dem Hit Dr DJ isch, woraufhin er erstmals zum Bounce Cypher des öffentlich-rechtlichen Radiosenders SRF Virus eingeladen wurde. Beim Bounce Cypher treten regelmässig Schweizer Rapper zu Freestyle-Battles an und messen sich miteinander.
Nach dem Erfolg von "Dr DJ isch" veröffentlichte Jule X mehrere Singles, darunter Zistig, gemeinsam mit Lil Bruzy, die das Thema exzessiven Trinkens an einem Dienstag behandelt. Er trat daraufhin regelmässig bei Schweizer Festivals auf, darunter auf kleineren Bühnen des Gurtenfestivals, wo bei einem seiner Auftritte die Bühne beschädigt wurde.
Im Jahr 2024 veröffentlichte Jule X die EP Atzäpop, die es auf Rang 86 der Schweizer Charts schaffte.

## Diskografie

### EPs
- Vokuhilas & Buzzcuts (2023)
- Atzäpop (Bakara Music, 2024)
- Antistyle (2025)

### Singles
- Vernissage (mit Astro Burger, 2020)
- Dr DJ isch (2021)
- Race (mit Astro Burger, 2021)
- Macht (2021)
- 6i (mit Astro Burger, 2022)
- Atzä (2022)
- CC (mit Anru, 2022)
- Egau (mit Nicky B Fly, 2022)
- Besser (mit Lil Bruzy, 2022)
- Abba (mit Astro Burger, 2022)
- Jule X (2022)
- GLIZZY (Reloaded) (mit papipasión, 2022)
- Yugioh (mit Astro Burger, 2022)
- Vokuhila Mafia (mit Astro Burger und Anru, 2023)
- Nei Man (mit Astro Burger und niketaz, 2023)
- Liechter (mit Astro Burger und Questbeatz, 2023)
- Wine Père (Remix) (mit XEN, Manillio, Anru und Astro Burger, 2023)
- Cypher23 (2023)
- Zistig (mit Lil Bruzy, 2023)
- No Time (mit Lil Bruzy, 2023)
- Du besch erbärmlich (2023)
- Passt scho (mit Fischermätteli Hood Gäng, 2023)
- Bye (mit Mondetto, 203)
- TGV (2023)
- Cypher24 (2024)
- Sunnebank (mit Astroburger und ANRU, 2024)
- PyroTec (2024)
- Duvet (mit Edb, 2024)
- Don't Do Drugs (2025)